# スウィフト (駆逐艦・初代)
スウィフト（HMS Swift) は、イギリス海軍の駆逐艦。高速駆逐艦のプロトタイプとして建造されたため、同型艦はない。1913年に改装を受け、初の嚮導駆逐艦となった。

## 来歴
水雷艇駆逐艦（TBD）は、当初、欧州大陸沿岸部において主力艦を護衛してフランス海軍の水雷艇の撃攘および敵主力艦への雷撃にあたることを想定していた。その後、ドイツ帝国の台頭および英仏関係の改善を受けて、1901年度よりイギリス海軍は想定戦場を北海に移して大幅に設計を改訂したリバー級（後のE級）の建造に着手した。
1904年、ジョン・アーバスノット・フィッシャー大将が第一海軍卿に就任すると、この方針は一層明確になった。フィッシャー第一海軍卿はドレッドノート級戦艦と高速駆逐艦による艦隊編成を構想しており、駆逐艦にも戦艦に随伴しうる航洋性が求められるようになった。1904年10月、フィッシャー大将は、造艦局長（DNC）に対して、リバー級（後のE級）を元にした36ノットの高速駆逐艦の設計を要請した。これによって建造されたのが「スウィフト」である。
艦名は当初「フライング・スカッド（HMS Flying Scud）」と予定されていたが、1906年4月に「スウィフト」に変更された。野心的な設計のために建造費は高騰し、23万3,800ポンドに達した。これは原型になったリバー級（E級）の3倍にあたる額であった。

## 設計
当初は、リバー級（E級）や「ヴァイパー」（C級から派生した直結タービン試験艦）を元にした900トン級の駆逐艦として構想されていた。しかし、大出力機関搭載の必要性から順次に艦型が拡大され、最終的に2,170トンという前例のない大型艦になった。船型はリバー級と同じく船首楼型である。ただし、Cb値の大きな肥大船型であり、またフレアが付されていないこともあり、青波の打ち上げに悩まされた。また、1913年には艦橋の拡張と通信機能強化の改装を行い、イギリス海軍初の嚮導駆逐艦となった。
大型艦で所定の速力を達成するため、4軸推進で機関出力30,000馬力を確保した。パーソンズ式直結蒸気タービン2組を搭載し、外軸には高圧タービンを（おそらく巡航タービンも）、内軸には低圧タービンと後進タービンを、それぞれ結合した。ボイラーはレアード式の重油専焼水管ボイラー12缶、蒸気性状は、並行して整備されていたF級と同じく圧力220 lbf/in2 (15 kgf/cm2)、飽和温度とされた。
大出力の主機を搭載したことから艦橋の後端から後檣まで船体の相当部分を機関部が占めており、煙突は3本、機関部重量は916トンに達した。しかしそれでも海上公試での速力は36ノットに達せず、35.099ノットに留まった。

## 装備
艦砲としては、従来の駆逐艦で標準的だった40口径7.6センチ砲（QF 12ポンド砲）よりも強力な40口径10.2センチ砲（BL 4インチ砲Mk.VIII）が採用された。船首楼甲板上に2門を並列に配置し、また後部甲板の中心線上にも2門を配置した。船首楼甲板の砲には、後に砲盾が装備された。
その後、1916年には仮想敵であるドイツ帝国海軍の大型水雷艇が12.7センチ砲を搭載するとの情報がもたらされた（S-113級; 実際には45口径15センチ砲搭載）。しかし当時、イギリス海軍の制式砲に12.7センチ砲がなかったことから、まずドレッドノート級戦艦の副砲や軽巡洋艦の主砲として使われていた45口径15.2センチ砲（BL 6インチ砲Mk.XII）を試すことになり、「スウィフト」とF級の「ヴァイキング」が搭載艦として選ばれた。「スウィフト」では船首楼甲板の砲2門とバーターに15.2センチ単装砲1門を搭載したが、取り扱いが困難だったことから、1917年には撤去され、再び40口径10.2センチ砲2門が搭載された。ただし今度は、発射速度を向上させたQF 4インチ砲Mk.Vに更新された。
水雷兵器は従来の駆逐艦と同構成であり、18インチ単装魚雷発射管2基を搭載した。

## 艦歴

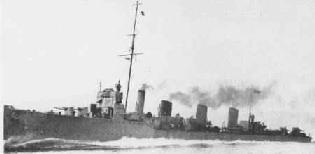
「スウィフト」と共に戦った嚮導駆逐艦「ブルック (HMS Brooke)」

「スウィフト」は第一次世界大戦時に本国艦隊の第4駆逐艦隊の旗艦として割り当てられた。「スウィフト」は大型であったので、北海の天気の多くを活動することが出来た。1915年に「スウィフト」はドーバー海峡の哨戒任務に移り、1917年4月20～21日の夜に、ドーバー海峡での戦いにおいて「スウィフト」はドイツ海軍の6隻の駆逐艦を相手取って戦った。この時に配下のフォークナー級駆逐艦「ブルック (HMS Brooke)」とドイツ駆逐艦「G42」が衝突して双方ともに離れられなくなった位の乱戦であった。
そのうち、ドイツ駆逐艦「G85」に魚雷攻撃を行ない撃沈した。「スウィフト」は撤退するドイツ駆逐艦の追撃の追撃に移ろうとしたが、既に被弾して機関を損傷し、速力が低下していたことから沈没したドイツ駆逐艦「G42」の乗員を救助したのち、「ブルック」を曳航してプリマスに退避して修理を受けた。
1918年の春、「スウィフト」は第1次オーステンデ襲撃の時に沿岸戦隊と共に行動していた。その後、「スウィフト」は戦隊から外され、終戦後は除籍されて解体処分された。